# Leptohymenium stramineum
Leptohymenium stramineum là một loài Rêu trong họ Hylocomiaceae. Loài này được A. Jaeger mô tả khoa học đầu tiên năm 1878.